# Aéroport de Bunia
L'aéroport de Bunia (IATA : BUX, ICAO : FZKA) est un aéroport de République démocratique du Congo desservant la ville de Bunia, la capitale de la province de l'Ituri,.
Le VOR/DME de Bunia (Ident : BUN) et la balise non directionnelle de Bunia (Ident : BUN) sont situés sur le terrain,.

## Situation en RDC
| Bandundu Basango Mboliasa Bunia Gbadolite Gemena Goma Ilebo Kalemie Kananga Kikwit Kindu Kinshasa-Ndjili Kinshasa-N'Dolo Kisangani Kolwezi Lodja Lubumbashi Matari Matadi Mbandaka Mbuji Mayi Nioki Tshikapa Tshumbe |

### Compagnie aérienne et destinations
| Compagnies                     | Destinations                                                                             |
| ------------------------------ | ---------------------------------------------------------------------------------------- |
| Compagnie Africaine d'Aviation | - Beni, - Bukavu, - Goma, - Isiro (Matari), - Kalemie, - Kisangani Bangoka, - Lubumbashi |

Edité le 24/10/2023